# 獾式步兵战车 (波兰)
獾式步兵战车是一款两栖步兵战车，由波兰军备集团旗下的斯塔洛瓦沃拉冶炼厂带头设计并生产。它的设计目的旨在取代自1973年以来一直在波兰武装部队服役但现已过时的BWP-1步兵战车。
虽然经常被称为“BWP Borsuk”，但BWP不是该型步兵战车官方名称的一部分，而是“Bojowy Wóz Piechoty（波兰语中意为步兵战车）”的缩写。

## 发展

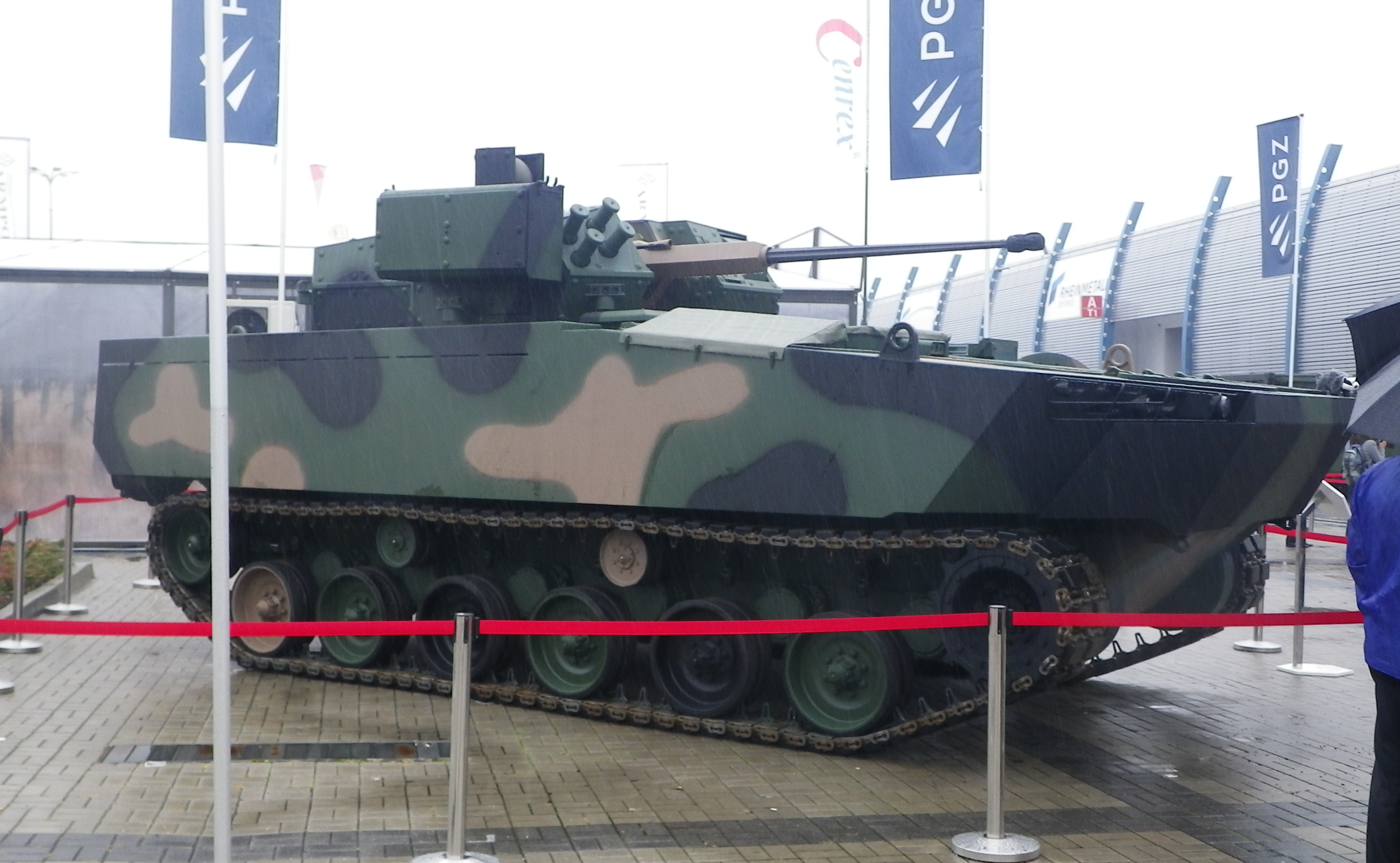
獾式步兵战车的首台原型车，拍摄于2017年的国际国防工业展览会展台

獾式步兵战车源于2014年10月启动的NBPWP Borsuk（Nowy Bojowy Pływajńcy Wóz Piechoty Borsuk，意为“新型两栖步兵战车Borsuk”）开发计划，当时国家研究与发展中心与由斯塔洛瓦沃拉冶炼厂（该项目的领导者）、机械设备研发中心（Ośrodek Badawczo-Rozwojowy Urządzeń Mechanicznych）、狼獾公司、军用工程厂（Wojskowe Zakłady Inżynieryjne）、军用汽车厂美国、国防大学（现为战争研究大学）、Military University of Technology、军事装甲和汽车技术学院（Wojskovy Instytut Techniki Pancernej i Samochodowej）和Warsaw University of Technology组成的团队开始研发，旨在开发新的步兵战车。合同价值为7500万波兰兹罗提（22.6万美元），其中6200万兹罗提（18.68万美元）是国家研究与发展中心的赠款。
獾式步兵战车配备了ZSSW-30无人炮塔，该型炮塔由斯塔洛瓦沃拉冶炼厂和WB集团联合研发。
獾式步兵战车的第一辆技术演示车在2017年的国际国防工业展览会上首次亮相。2018年展出的型号与最初的演示车不同，它有侧裙板、侧面的附加装甲（appliqué armor）和复合橡胶履带（Continuous track）而不是钢制履带。
2018年，该原型车进行了第一组由工厂组织的实地测试，并进行了额外的升级。2019年在国际国防工业展览会上展示的新型号重新设计了防浪板（现在它从车体顶部升起，而不是像以前那样从前部升起）、新的前灯、新的附加装甲和热掩蔽系统的安装点。
2020年9月，原型车成功完成了在德拉瓦训练场进行的一系列实地测试（包括一系列射击测试），同时开始为未来的量产准备技术文件。
2022年4月，国家研究与发展中心委托工厂生产了四辆额外的原型车，这将开发成本提高到2.6206亿波兰兹罗提，其中2.422亿波兰兹罗提（按当时的汇率分别折合5870万美元和5430万美元）由国家研究与发展中心资助。
2022年11月，獾式步兵战车在奥日什训练场进行了实地演示和测试。波兰国防部长马里乌什·布瓦什恰克、斯塔洛瓦沃拉冶炼厂高层和媒体目睹了这一幕。在演示过程中，测试人员宣布实地测试预计将于2023年年中完成，第16机械化师将是第一支接收獾式步兵战车的部队。同一份公告还表明，其他型号的反坦克导弹将与ZSSW-30无人炮塔集成，同时獾式步兵战车的底盘将成为其他专用车辆的基础。
2023年2月28日，军备局（波兰国防部的采购机构）与斯塔洛瓦沃拉冶炼厂签署了一项框架协议，交付1000辆獾式步兵战车和400辆基于獾式步兵战车底盘的辅助车，这些辅助车包括侦察车、指挥车、装甲救济车、医疗后送车和核生化侦察车。这将使獾式步兵战车将成为波兰武装部队的新作战平台，因此，在波兰的消息来源中，獾式步兵战车现在通常被称为UMPG（Uniwersalna Modułowa Platforma Gąsienicowa，意为“通用模块化履带平台”，不要与同样被称为UMPG的WPB安德斯混淆）。

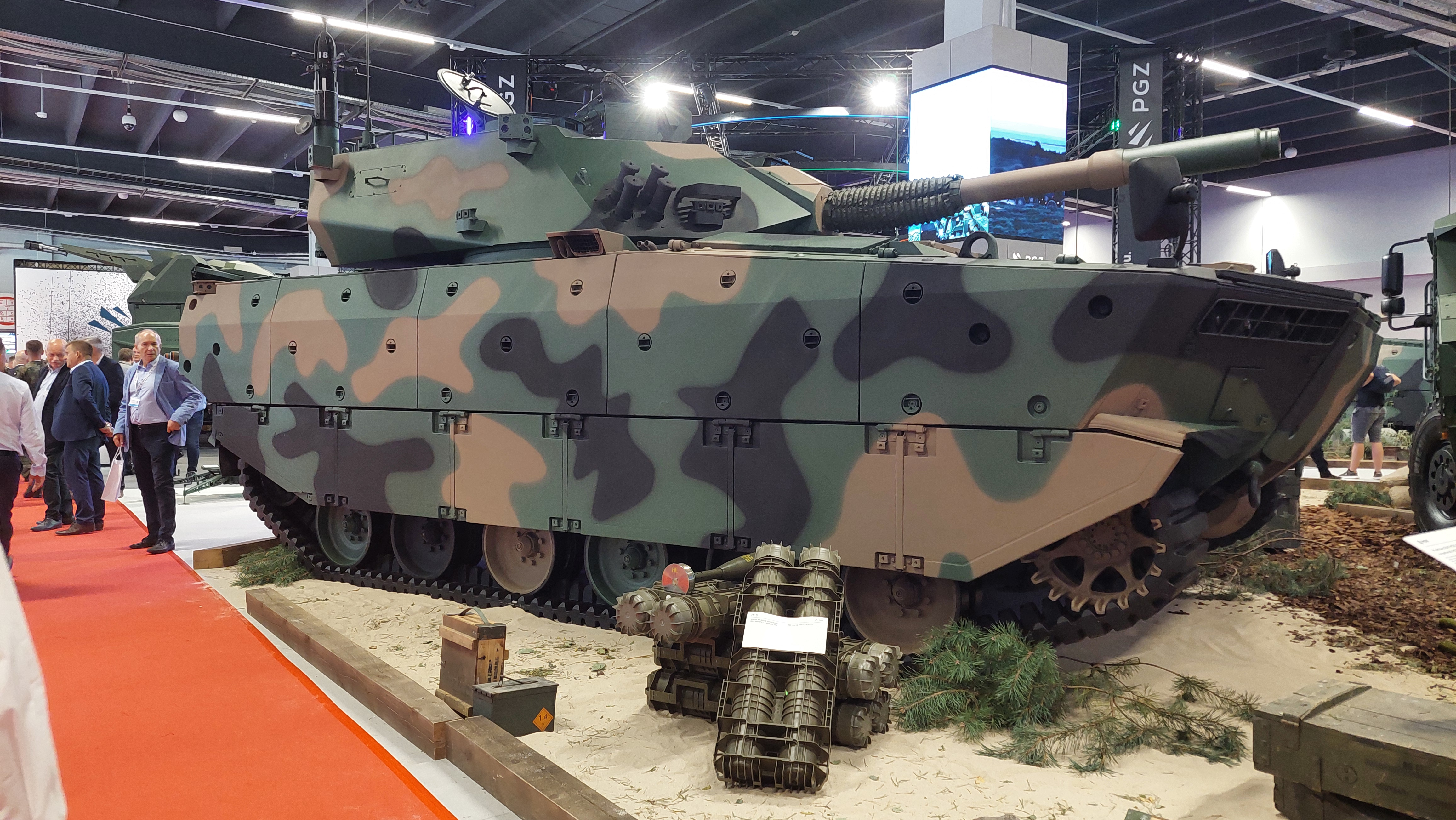
安装M69炮塔的自行迫击炮变种型号

根据彼得·帕卢赫（Piotr Paluch）上校在2023年7月6日召开的波兰国防工业和波兰武装部队技术现代化常设小组委员会（Podkomisja Stała do Spraw Polskiego Przemysłu Obronnego oraz Modernizacji Technicznej SiłZbrojnych Rzeczypospolitej Polskiej）会议上提供的信息，截至2020年，配备ZSSW-30炮塔的獾式步兵战车原型车的价格估计为3600万波兰兹罗提（当时约合920万美元）。预计首批獾式步兵战车将于2024年交付，2026年交付辅助车，整个生产项目将于2035年完成。波兰军方还计划从另一家供应商那里为獾式步兵战车购买发动机。
2024年国际国防工业展览会上展示了两辆基于 獾式步兵战车底盘的车辆——最基础的步兵战车型号以及第一款专用车辆（一款装有新型M69炮塔的自行迫击炮）。自行迫击炮变种型号保留了两栖能力。
2025年3月27日，军备局和PGZ签署了第一份执行合同，以65亿波兰兹罗提（折合16.7亿美元）的价格购买了111辆獾式步兵战车，交付时间为2025年至2029年。

獾式步兵战车的三视图

## 描述

### 机动能力
獾式步兵战车原型车配备了由一台720马力（530千瓦）MTU 8V199 TE20涡轮柴油发动机组成的动力组，该发动机驱动柏金斯引擎 X300自动变速器。这使得獾式步兵战车在公路上的时速可达65公里/小时，在水中的时速可达8公里/小时。量产型号将配备相同的发动机和艾里逊变速箱公司的3040 MX变速箱。两个变速器都有四个前进档和两个倒档。

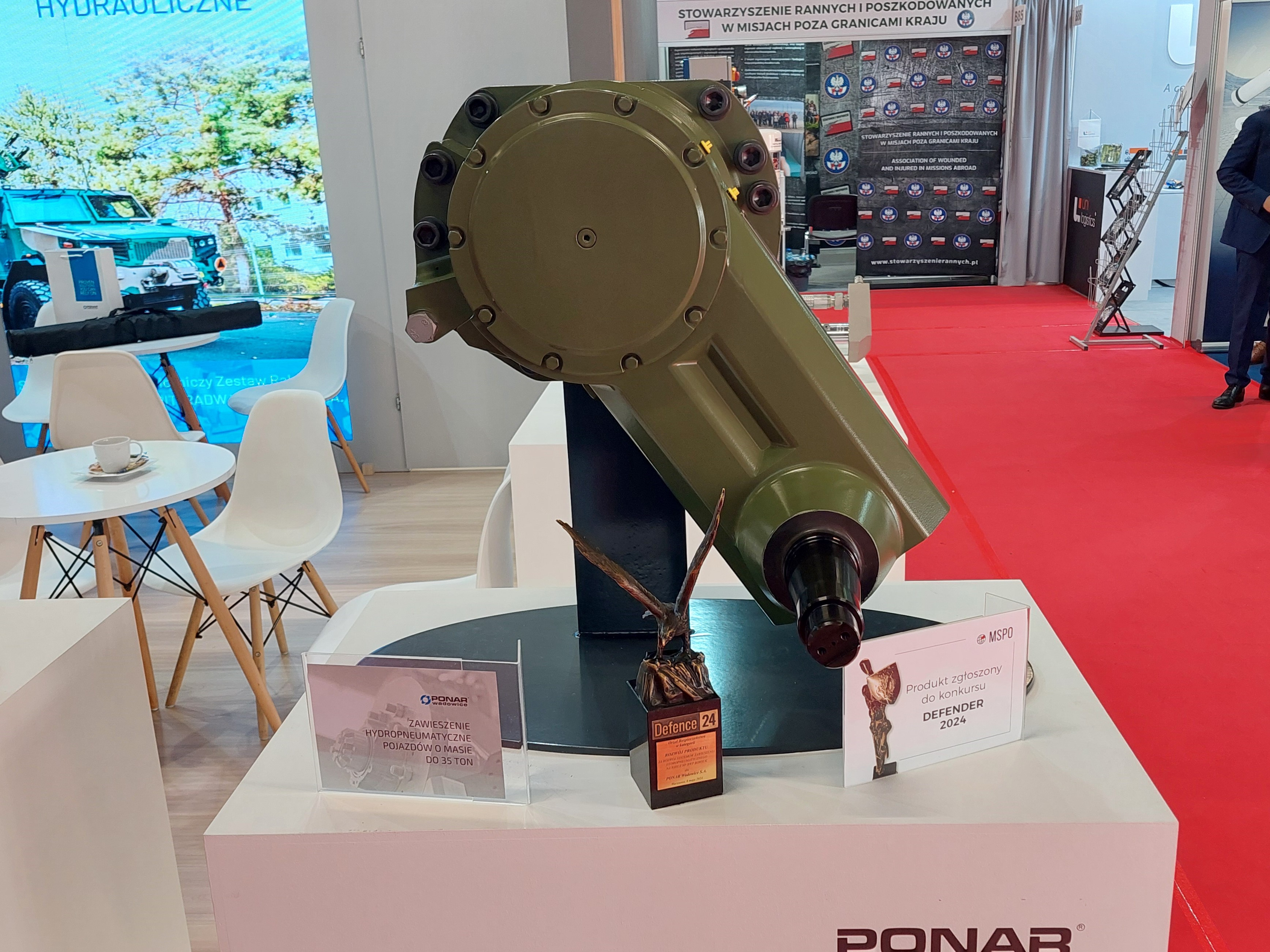
波纳尔WHP35悬挂系统

传动装置由六个双橡胶衬里负重轮组成，每侧有两个复位辊。其采用了液压悬吊系统，第一批原型车配备了霍斯特曼（Horstman）的环绕（InArm）悬挂系统，而较新的原型车则配备了波纳尔瓦多维采（Ponar Wadowice）设计的WHP35悬挂系统，这些悬挂系统也用于生产量产型号。配备环绕悬挂系统的獾式步兵战车最大重量为33吨，而配备WHP35悬挂系统的獾式步兵战车最大重量为35吨。獾式步兵战车能够使用钢制履带或苏西防卫（Soucy Defense）生产的复合橡胶履带（composite rubber tracks，缩写为CRT），后者是军方的首选。
獾式步兵战车是两栖步兵战车，无需任何特殊准备——穿过水域只需要放下防浪板（这可以由驾驶员在车内完成，无需离开车辆）。在水中时，獾式步兵战车由两个螺旋桨推动，并由它们提供转向能力。

### 武器装备

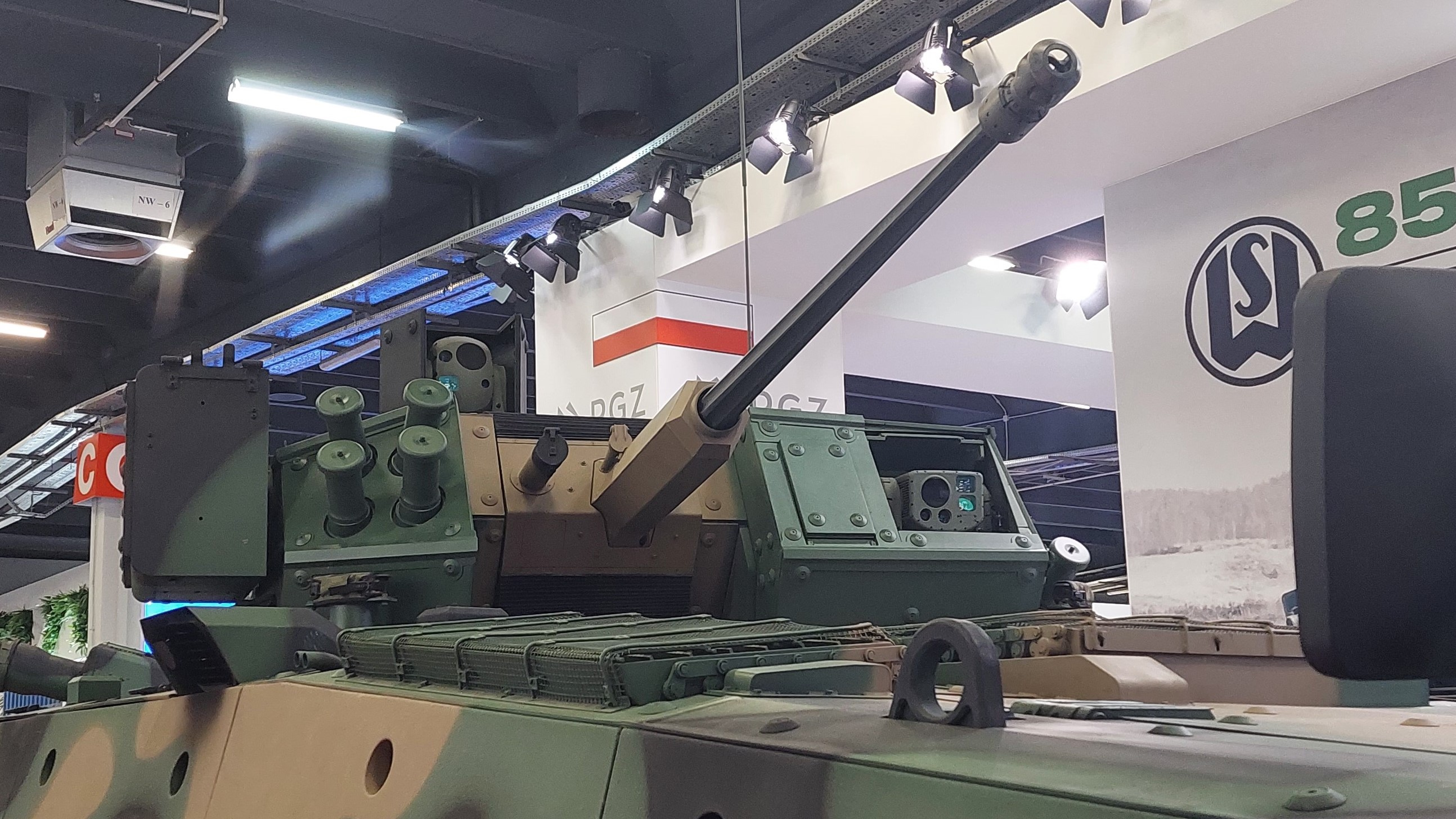
安装在獾式步兵战车上的ZSSW-30无人炮塔。

#### ZSSW-30无人炮塔
獾式步兵战车配备了ZSSW-30无人炮塔，该炮塔配备了30毫米Mk 44S巨蝮二式链炮和7.62毫米UKM-2000C同轴机枪。炮塔外部还配有两枚长钉LR反坦克制导导弹，其安装在炮塔右侧的发射箱中。ZSSW-30无人炮塔能携带约300发机炮炮弹（包括200多发空爆弹）和250发处于即用模式的机枪子弹。与其他类似的步兵战车相比，獾式步兵战车的第一级弹药架是步兵战车中最大的第一级弹药架之一。
与导弹发射器直接延伸自炮塔内部隔间的其他步兵战车相比，使用单独的反坦克导弹发射容器具有一些优势，其中包括导弹与炮塔其他部分的分离（提高了机组人员的生存能力和炮塔本身的安全性）以及在战场上快速更换损坏导弹容器的能力。机炮和机枪都可以在炮塔内部重新装弹与使用。反坦克导弹可以从车辆后部的舱口重新装填，乘员无需离开车辆（与M2布雷德利相同）。
机炮的标准射速为200发/分，反弹道导弹射速为120转/分。其俯仰角范围为-9°至+60°。[2] 反坦克导弹在手动引导下可以打击200米到4公里的范围内的敌方装甲目标，在自主导引模式下可以打击4.5公里外的敌方装甲目标。

### 防护

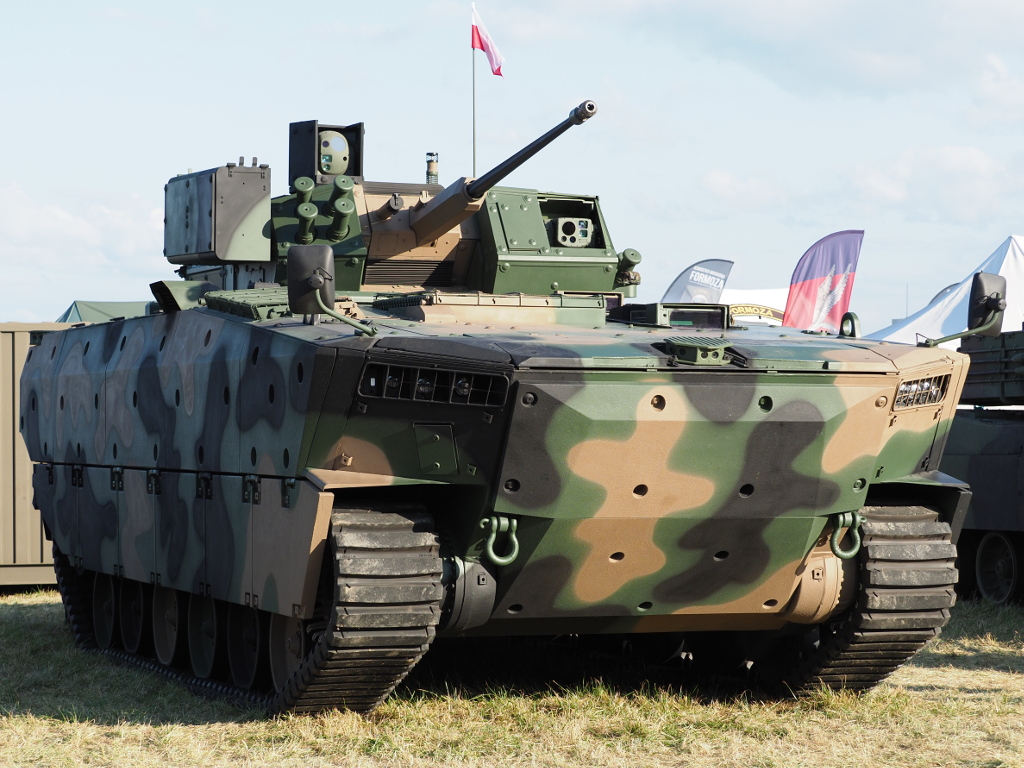
安装有橡胶履带和正面贴花装甲板的獾式步兵战车，摄于2023年北约日

#### 底盘
獾式步兵战车的底盘由不同厚度的阿莫克斯（Armox）500T装甲钢焊接而成，其排列方式可以让它们作为间隔装甲使用。根据官方消息来源，獾式步兵战车底盘的防护水平可以达到STANAG 4569防护标准中的正面四级、侧面和背面三级，针对地雷爆炸的防护等级则能达到3A和3B级。非官方消息来源声称，獾式步兵战车的装甲可能比官方来源中的防护等级更好，其底盘正面能够抵御俄罗斯30毫米3UBR6和3U8R8机炮炮弹，侧面能抵御12.7毫米和14.5毫米重机枪子弹，但后者可能会损坏发动机缸体。底盘可以加装附加装甲，因为它的前部和侧面都装有附加装甲安装点。虽然侧裙板自2018年以来一直安装在原型车上，但前装甲板直到2023年春季才首次亮相。

#### 炮塔
獾式步兵战车的制造商没有披露ZSSW-30炮塔的装甲防护水平，但根据非官方消息来源，炮塔装甲由两块钢板和夹在这两块钢板之间的一层薄薄的聚乙烯织物以及反坦克导弹容器上的一块额外的陶瓷复合装甲（两块钢板中间夹有氧化铝瓦）组成。这为炮塔主结构和导弹容器提供了三级保护，为车长镜等外部部件提供了二级保护。ZSSW-30无人炮塔还具有用于安装附加装甲板或伪装网的点位。

#### 主动防护系统
除了装甲，Borsuk还得到了奥伯-3（Obra-3）软杀伤主动防护系统的保护。该系统由四套激光探测器（每套由三个探测器组成）、一个控制单元和八个烟雾弹发射器组成。这些探测器在360°全方位和-6°至+30°俯仰角范围内工作，可以探测波长范围为0.6至11μm的光，并能区分不同的激光源（如激光测距仪或激光指示器）。奥伯-3可以在手动、半自动和自动三种模式下工作。在自动模式下，主动防护系统会自动向特定路径发射激光束（在炮塔沿此方向旋转后立即发射，这也是自动完成的）。该系统使用GAk-81磷多光谱烟雾弹。

### 态势感知

#### 观测系统
獾式步兵战车的驾驶员可以使用安装在舱口的三个潜望镜——一个安装在车体中间的较大潜望镜和两个安装在车体两边的较小潜望镜。当防浪板放下时，它会阻碍驾驶员潜望镜的视野，因此防浪板上安装了一个摄像头，让驾驶员穿越水域时能观察到前方状况。

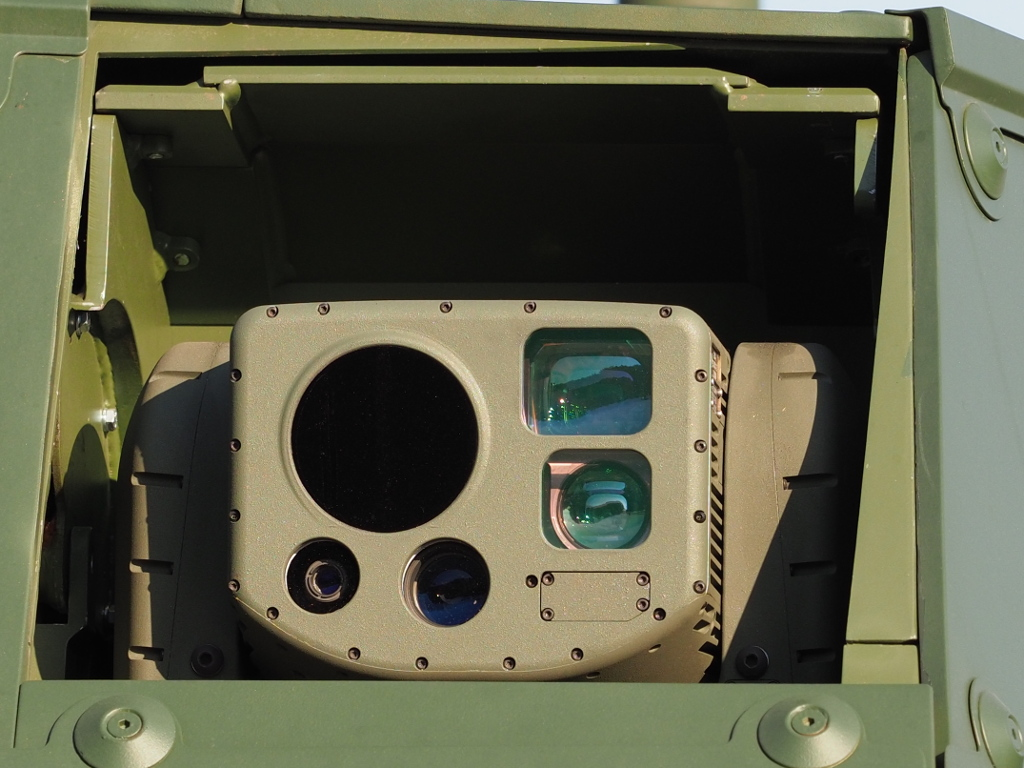
GOC-1耐克式炮手瞄准具

獾式步兵战车还配备了由WZE设计的SOD（System Obserwacji Dookręžnej）全向观测系统，该系统由三个摄像头模块（每个模块有三个日间摄像头和三个夜视摄像头）、图像处理模块、控制计算机和下车舱显示器组成。它与炮塔的FCS集成在一起，使车组乘员和车载步兵都能看到车辆的周围环境。在未来，SOD系统可以与AI算法和车组人员的AR护目镜集成，以便更快地对周围物体进行分类。
ZSSW-30炮塔配备了供车长使用的GOD-1伊里斯式瞄准具和供炮手使用的GOC-1耐克式瞄准具，这两种瞄准具都集成在炮塔的火控系统中，由激光测距仪和热成像仪组成。车长的瞄准具安装在炮塔顶部的装甲罩中，提供360°的视野，俯仰角为-20°至60°，炮手瞄准具的俯仰角为-10°至60度，安装在炮塔的左侧，可以被装甲舱门盖住。两者都配备了一台激光测距仪和两个光学瞄准具。
炮塔内还配备了一个辅助光学瞄准具，该瞄准具未与FCS集成，在炮塔内部发生紧急情况时使用。它位于炮手主瞄准镜的右侧。

#### 火控系统
WB集团制造的ZSSW-30火控系统为獾式步兵战车提供了完整的猎歼能力和猎杀-猎杀能力，以及在移动和停止时射击移动目标的高精度。火控系统允许在炮塔在所有相对于车体的三个轴上的每个位置进行射击（这对于其他类似火控系统来说不是常见的特征）。整个射击过程高度自动化，因为炮手和车长都有一个集成到FCS中的自动跟踪器。ZSSW-30的FCS系统以网络为中心，因为它可以在不同炮塔之间传输和协调信息，并与各种类型的无人机进行通信。这两个功能大大提高了每台獾式步兵战车的态势感知能力和战斗力。

## 变种型号
獾式步兵战车的底盘旨在成为一系列作战和辅助车辆系列的基础。波兰陆军计划生产的变体包括：
- 獾 - 最基础的步兵战车型号，配备ZSSW-30炮塔。
- 奥塞特（Oset） - 指挥车。
- 青蛙（Żuk） - 侦察车。
- 格肯（Gekon） - 装甲救济车。
- 阿雷斯（Ares） - 核生化侦察车。
- 兰克（Rak（英语：M120 Rak）） - 120毫米自行迫击炮。该型号的演示车已在2024年国际国防工业展览会上展示，配备了新的M69炮塔。
- 哥特姆（Gotem） - 野战急救车。
- 冷杉GTRI（Jodła GTRI） - 履带式工程侦察运输车（Gąsienicowy Transporter Rozpoznania Inżynieryjnego）。
- 冷杉GTWI（Jodła GTWI） - 履带式工程运输车（Gąsienicowy Transporter Wojsk Inżynieryjnych）。
- 冷杉TMN（Jodła TMN） - 地雷撒布运输车（Transporter Minowania Narzutowego）。旨在取代IMS克罗顿（英语：Opal (armoured personnel carrier)#ISM_Kroton），其地雷撒布系统可能基于鲍勃布-K（Baobab-K）。
- 冷杉PTI（Jodła PTI） - 两栖工程运输车（Pływający Transporter Inżynieryjny）。 将取代PTS-M（英语：PTS (vehicle)），这可能是一款使用獾式步兵战车组件的新型两栖车辆。

名为冷杉的变种型号旨在基于提供一个更大的两栖底盘（类似于PTS-M装甲运输车），其将使用许多獾式步兵战车上的组件。斯塔洛瓦沃拉冶炼厂正在研发一款名为PTG（Pływający Transporter Gąsienicowy，履带式两栖运输车）的车辆，其自重为26吨，载重为16吨。这款车辆将满足冷杉PTI项目的主要要求，即能够运输一辆总重量为15.6吨的耶尔齐442.32卡车。
斯塔洛瓦沃拉冶炼厂还在为獾式步兵战车寻找新的发动机，目前选中的新发动机是康明斯发动机。

## 使用者

### 现用户
波蘭
根据2023年框架协议，波兰陆军将采购近1400台獾式步兵战车及其衍生型号，分别是1014台步兵战车和341台不同的辅助车辆。第一份执行合同（包含111台步兵战车）于2025年3月27日签署，最晚交付时间为2029年。第15机械化旅已经装备了5台原型车，这批步兵战车很可能装备该旅的两个机械化营（每个营58台步兵战车）。

### 潜在用户
巴西
作为其VBC引信计划（VBC Fuz programme）的一部分，巴西军队正在考虑采购78台履带式步兵战车，可能中标的步兵战车包括獾式步兵战车和CV90装甲战斗车等。
 羅馬尼亞
罗马尼亚投入了33亿美元的预算用于采购298台步兵战车。根据当地观察员和公开信息，候选者包括ASCOD 2步兵战车、K21步兵战车和KF-41山猫式步兵战车。授标程序正在进行中，2024年将选出获胜者，合同也将在2024年签署。贝宜系统平台与服务有限公司提供配备炮塔的AMPV装甲车和CV90装甲战斗车。
2024年9月，PGZ与罗马尼亚陆军讨论了采购獾式步兵战车的相关事宜。

## 脚注
1. ↑  波兰陆军对BMP-1步兵战车的称呼。